# 에리히 볼프강 코른골트
에리히 볼프강 코른골트(독일어: Erich Wolfgang Korngold, 1897년 5월 29일 ~ 1957년 11월 29일)는 20세기 신낭만주의 작곡가였다.

## 생애
코른골트는 오스트리아-헝가리 제국의 브륀(현재는 체코 공화국, 브르노)에서 유태계 가정에서 태어났다. 음악 평론가였던 아버지 율리우스 코른골트의 영향으로 알렉산더 폰 쳄린스키와 로버트 휴츠 밑에서 음악을 공부하였다. 말러는 어린 에리히를 만난 후, 그를 "음악 천재"라 불렀다. 리하르트 슈트라우스 역시 어린 코른골트를 높이 평가하였다.
그는 유럽에서 자신의 오페라 《죽음의 도시 작품번호 12》(1920년)로 성공을 거뒀다. 1934년 미국으로 이주하였다. 거기서 그는 수많은 영화 음악을 작곡하였고, 영화 음악가로 인식되었다. 코른골트는 나머지 생애 동안 바이올린 협주곡을 비롯하여, 화음이 풍부한 후기 낭만주의 양식의 연주회용 음악을 작곡하였다. 1943년 코른골트는 미국 시민권을 획득하였고, 1957년 로스앤젤레스에서 사망하였다.

## 주요 작품

### 오페라, 오페레타
- 폴리크라테스의 반지 작품번호 7(1913~14)
- 비올란타 작품번호 8(1914~15)
- 죽음의 도시 작품번호 12(1920)
- 헬리아네의 기적 작품번호 20(1927)
- 카트린 작품번호 28(1939)
- 조용한 세레나데(오페레타) 작품번호 36(1946~50)

### 관현악곡
- 연극 서곡 작품번호 4(1911)
- 소교향곡 나장조 작품번호 5(1911~12)
- 헛소동 모음곡 작품번호 11(1918~19)
- 마음을 드높이 작품번호 13(1919)
- 현악 세레나데 내림 나장조 작품번호 39(1947~48)
- 교향곡 올림 바장조 작품번호 40(1947~52)
- 주제와 변주 작품번호 42(1953)

### 협주곡
- 왼손을 위한 피아노 협주곡 올림 다장조 작품번호 17(1923)
- 바이올린 협주곡 라장조 작품번호 35(1937~39, 45년 개정)
- 첼로 협주곡 다장조 작품번호 37(1946)

### 실내악
- 피아노 삼중주 라장조 작품번호 1(1909~10)
- 바이올린 소나타 사장조 작품번호 6(1912~13)
- 현악 육중주 라장조 작품번호 10(1914~16)
- 피아노 오중주 마장조 작품번호 15(1921~22)
- 현악 사중주 1번 가장조 작품번호 16(1920~23)
- 왼손 피아노 사중주(피아노, 바이올린2, 첼로) 작품번호 23(1930)
- 현악 사중주 2번 내림 마장조 작품번호 26(1933)
- 현악 사중주 3번 라장조 작품번호 33(1944~45)

### 피아노
- 피아노 소나타 1번 라단조 (1908~9)
- 돈키호테 모음곡 (1909)
- 숲이 말하는 것 모음곡 (1909)
- 동화 그림 작품번호 3 (1910)
- 피아노 소나타 2번 마장조 작품번호 2(1910)
- 어린이를 위한 네 개의 작은 캐리커처 작품번호 19(1926)
- 피아노 소나타 3번 다장조 작품번호 25(1931)

### 가곡
- 여섯 개의 단순한 노래 작품번호 9(1911)
- 네 개의 작별 노래 작품번호 14(1920~21)
- 세 개의 노래 작품번호 18(1924)
- 세 개의 노래 작품번호 22(1928~29)
- 불멸 작품번호 27(1933)
- 어릿광대의 노래 작품번호 29(1937)
- 네 개의 셰익스피어의 노래 작품번호 31(1937~41)
- 다섯 개의 노래 작품번호 38(1948)
- 비엔나 소네트 작품번호 41(1953)

### 합창
- 템페스트 (1913)
- 유월절 시편 작품번호 30(1941)
- 기도 작품번호 32(1941)
- 내일 작품번호 33(1944)

### 영화음악
- 한 여름 밤의 꿈(1935)
- 안소니 어드버스(1936)
- 로빈후드의 모험(1938)
- 엘리자베스와 에섹스의 사생활(1939)
- 바다매 WoO.30 (1940)

## 관련 논문
- 백인숙, 〈코른골트의 오페라 〈죽음의 도시〉 연구 : 각 막의 주요 악곡을 중심으로〉, 전북대학교 대학원 음악학 석사학위 논문, 2016년 2월
- 이성률, 〈에리히 볼프강 코른골트의 영화음악의 음악적 특징과 의미〉, 《서양음악학》 41-2, 한국서양음악학회, 2016년
- 우혜언, 〈코른골트(E. W. Korngold) 오페라 《죽음의 도시》(Die tote Stadt)에 나타난 20세기 초 비엔나의 음악과 사회〉, 《음악논단》 38, 한양대학교 음악연구소, 2017년
- 김신명, 〈영화 〈로빈 후드의 모험, 1938〉에 나타난 에리히 코른골트의 음악적 특징 연구〉, 이화여자대학교 공연예술대학원 영상음악전공, 2019년 2월
- 박성환, 〈E.Korngold의 작품 Op.38 Fünf Lieder 〈5개의 가곡〉에 대한 연구〉, 경희대학교 대학원 음악학과 석사학위논문, 2019년 2월
- 이상명, 〈20세기 초 빈의 데카당스 예술과 ‘자기동일성(Personal Identity)’의 비극에 관한 연구 : 코른골트의 오페라 《죽음의 도시》(1920)를 중심으로〉, 연세대학교 대학원 음악학과 석사학위 논문, 2019년 8월
- 배윤빈, 〈코른골트(E.W. Korngold, 1897-1957) 가곡 작품에 대한 연구 : 셰익스피어의 시에 의한 9개의 가곡 중심으로〉, 한세대학교 대학원 반주 전공 박사학위 논문, 2021년